# Metadasylobus echinifrons
Metadasylobus echinifrons is een hooiwagen uit de familie echte hooiwagens (Phalangiidae).